# If You Want Blood World Tour
If You Want Blood World Tour bylo koncertní turné australské hardrockové skupiny AC/DC, které sloužilo jako propagace koncertního alba If You Want Blood.

## Setlist
1. "Live Wire"
2. "Problem Child"
3. "Sin City"
4. "Bad Boy Boogie"
5. "The Jack"
6. "Whole Lotta Rosie"
7. "Rocker"
8. "Let There Be Rock"
9. "Dog Eat Dog"

## Sestava
AC/DC
- Bon Scott – zpěv
- Angus Young – sólová kytara
- Malcolm Young – doprovodná kytara, doprovodné vokály
- Cliff Williams – baskytara, doprovodné vokály
- Phil Rudd – bicí

## Turné v datech
| Datum              | Město           | Stát          | Místo                                               |
| Evropa             | Evropa          | Evropa        | Evropa                                              |
| ------------------ | --------------- | ------------- | --------------------------------------------------- |
| 13. října 1978     | Hamburk         | Německo       | Audimax Theatre                                     |
| 14. října 1978     | Neunkirchen     | Německo       | Hemmerleinhalle                                     |
| 15. října 1978     | Curych          | Švýcarsko     | Volkshaus                                           |
| 16. října 1978     | Mannheim        | Německo       | Mussenhalle                                         |
| 17. října 1978     | Dortmund        | Německo       | Westfalenhallen                                     |
| 18. října 1978     | Kolín nad Rýnem | Německo       | Sartory-Salle                                       |
| 19. října 1978     | Offenbach       | Německo       | Stadthalle Offenbach                                |
| 20. října 1978     | Munich          | Německo       | Schwabinger Brewery Arena                           |
| 22. října 1978     | Amsterdam       | Nizozemsko    | Jaap Eden Hall                                      |
| 23. října 1978     | Nijmegen        | Nizozemsko    | Concertgebouw de Vereeniging                        |
| 24. října 1978     | Paříž           | Francie       | Parc des Princes                                    |
| 26. října 1978     | Antverpy        | Belgie        | Sporthal Arena                                      |
| 27. října 1978     | Koekelare       | Belgie        | Koekelare Sports Hall                               |
| 28. října 1978     | Colchester      | Anglie        | Sub Zero                                            |
| 30. října 1978     | Liverpool       | Anglie        | Empire Theatre                                      |
| 31. října 1978     | Edinburgh       | Skotsko       | Odeon Theatre                                       |
| 1. listopadu 1978  | Glasgow         | Skotsko       | The Apollo                                          |
| 2. listopadu 1978  | Newcastle       | Anglie        | Mayfair Ballroom                                    |
| 3. listopadu 1978  | Newcastle       | Anglie        | Mayfair Ballroom                                    |
| 4. listopadu 1978  | Sheffield       | Anglie        | Phoenix Hall                                        |
| 6. listopadu 1978  | Wolverhampton   | Anglie        | Wolverhampton Civic Hall                            |
| 7. listopadu 1978  | Southampton     | Anglie        | Mayflower Theatre                                   |
| 8. listopadu 1978  | Coventry        | Anglie        | Coventry Theatre                                    |
| 9. listopadu 1978  | Birmingham      | Anglie        | Birmingham Odeon                                    |
| 10. listopadu 1978 | Manchester      | Anglie        | Manchester Apollo                                   |
| 12. listopadu 1978 | Stoke           | Anglie        | Trentham Ballroom                                   |
| 13. listopadu 1978 | Bristol         | Anglie        | Colston Hall                                        |
| 14. listopadu 1978 | Derby           | Anglie        | Assembly Rooms                                      |
| 15. listopadu 1978 | Londýn          | Anglie        | Hammersmith Odeon                                   |
| 16. listopadu 1978 | Londýn          | Anglie        | Hammersmith Odeon                                   |
| Severní Amerika    |                 |               |                                                     |
| 8. května 1979     | Madison         | Spojené státy | Dane County Coliseum                                |
| 10. května 1979    | Des Moines      | Spojené státy | Des Moines Memorial Auditorium                      |
| 11. května 1979    | Dubuque         | Spojené státy | Five Flags Arena                                    |
| 12. května 1979    | Davenport       | Spojené státy | RKO Orpheum Theater                                 |
| 13. května 1979    | Toledo          | Spojené státy | Toledo Sports Arena                                 |
| 15. května 1979    | Columbus        | Spojené státy | Taft Coliseum                                       |
| 16. května 1979    | South Bend      | Spojené státy | Morris Civic Auditorium                             |
| 17. května 1979    | Louisville      | Spojené státy | Kentucky International Convention Center            |
| 18. května 1979    | Springfield     | Spojené státy | Springfield Armory                                  |
| 19. května 1979    | Dayton          | Spojené státy | Hara Arena                                          |
| 20. května 1979    | Cleveland       | Spojené státy | Public Auditorium                                   |
| 22. května 1979    | Nashville       | Spojené státy | Tennessee Theatre                                   |
| 24. května 1979    | Atlanta         | Spojené státy | Alex Cooley's Electric Ballroom                     |
| 25. května 1979    | Atlanta         | Spojené státy | Alex Cooley's Electric Ballroom                     |
| 26. května 1979    | Atlanta         | Spojené státy | Alex Cooley's Electric Ballroom                     |
| 27. května 1979    | Orlando         | Spojené státy | Tangerine Bowl (Rock Super Bowl 1979)               |
| 31. května 1979    | Buffalo         | Spojené státy | Shea's Performing Arts Center                       |
| 1. června 1979     | Rochester       | Spojené státy | Auditorium Theatre                                  |
| 3. června 1979     | Davenport       | Spojené státy | John O'Donnell Stadium (Mississippi River Jam 1979) |
| 4. června 1979     | Peoria          | Spojené státy | Robertson Memorial Field House                      |
| 6. června 1979     | Erie            | Spojené státy | Erie County Field House                             |
| 7. června 1979     | Allentown       | Spojené státy | Ag Hall                                             |
| 8. června 1979     | Landover        | Spojené státy | Capital Centre                                      |
| 9. června 1979     | New York City   | Spojené státy | Palladium                                           |
| 10. června 1979    | Albany          | Spojené státy | Palace Theatre                                      |
| 12. června 1979    | Toronto         | Kanada        | Massey Hall                                         |
| 13. června 1979    | Pittsburgh      | Spojené státy | Stanley Theater                                     |
| 14. června 1979    | Poughkeepsie    | Spojené státy | Mid-Hudson Civic Center                             |
| 15. června 1979    | Upper Darby     | Spojené státy | Tower Theater                                       |
| 20. června 1979    | Fort Worth      | Spojené státy | Fort Worth Convention Center                        |
| 21. června 1979    | Austin          | Spojené státy | Long Center for the Performing Arts                 |
| 22. června 1979    | San Antonio     | Spojené státy | HemisFair Arena                                     |
| 23. června 1979    | Houston         | Spojené státy | Sam Houston Coliseum                                |
| 24. června 1979    | Corpus Christi  | Spojené státy | Memorial Coliseum                                   |
| 26. června 1979    | Albuquerque     | Spojené státy | Albuquerque Civic Auditorium                        |
| 27. června 1979    | Phoenix         | Spojené státy | Arizona Veterans Memorial Coliseum                  |
| 29. června 1979    | Denver          | Spojené státy | Rainbow Music Hall                                  |
| 1. července 1979   | St. Louis       | Spojené státy | Kiel Auditorium                                     |
| 4. července 1979   | Pecatonica      | Spojené státy | Winnebago County Fairgrounds                        |
| 6. července 1979   | Wichita         | Spojené státy | Century II Performing Arts & Convention Center      |
| 7. července 1979   | Sioux Falls     | Spojené státy | Sioux Falls Arena                                   |
| 8. července 1979   | Des Moines      | Spojené státy | Veterans Memorial Auditorium                        |
| 10. července 1979  | Omaha           | Spojené státy | Omaha Civic Arena                                   |
| 19. července 1979  | San Diego       | Spojené státy | San Diego Sports Arena                              |
| 21. července 1979  | Oakland         | Spojené státy | Oakland Coliseum (Day on the Green 1979)            |
| 28. července 1979  | Cleveland       | Spojené státy | Cleveland Stadium (World Series of Rock 1979)       |
| 29. července 1979  | Evansville      | Spojené státy | Bosse Field                                         |
| 31. července 1979  | Fort Wayne      | Spojené státy | Allen County War Memorial Coliseum                  |
| 1. srpna 1979      | Indianapolis    | Spojené státy | Market Square Arena                                 |
| 2. srpna 1979      | Cincinnati      | Spojené státy | Riverfront Coliseum                                 |
| 3. srpna 1979      | Pittsburgh      | Spojené státy | Civic Arena                                         |
| 4. srpna 1979      | New York City   | Spojené státy | Madison Square Garden                               |
| 5. srpna 1979      | Philadelphia    | Spojené státy | Spectrum                                            |